# Сова мадагаскарська
Сова мадагаскарська (Asio madagascariensis) — вид птахів родини совових (Strigidae). Ендемік Мадагаскару.

## Поширення
Вид поширений у західній і центральній частинах Мадагаскару. Мешкає у вічнозелених дощових лісах, галерейних лісах, а також зустрічається у вторинних лісах. Його також можна зустріти в більш сухих листяних лісах. Трапляється від низовин до висот від 1600 до 1800 метрів над рівнем моря.

## Опис
Птах заввишки від 36 до 50 сантиметрів. Є найбільшим видом у роді вухатих сов і найбільшою совою на Мадагаскарі. Самиці значно більші за самців, які досягають максимальної довжини тіла 40 сантиметрів. Як і всі вухаті сови, вона має вражаючі пір'ясті вуха. Однак вони розташовані далі один від одного, ніж в інших вухатих сов. Лицевий диск переважно світло-коричневий. Однак ділянка навколо очей чорно-коричнева. Верхня сторона тіла темно-коричнева з окремими плямами та смужками від червоно-коричневого до вохристого кольору. Нижня сторона тіла світло-коричнева з помітними темними поздовжніми смугами та кількома поперечними смугами. Очі жовтуваті до помаранчевих. Дзьоб і пальці ніг чорнуваті.

## Спосіб життя
Мадагаскарська сова відноситься до сутінкових і нічних сов. Живе в густому листі дерев, а також здебільшого у лісах. Раціон в основному складається з хребетних, переважаючи ссавців. Основу здобичі складають дрібні лемури та кажани. Дрібні птахи відіграють меншу роль у спектрі здобичі. Сильно розвинений дзьоб і потужні кігті свідчать про те, що вона схильна нападати на більшу здобич, ніж інші вухаті сови. Свою здобич знаходить переважно в лісах і на відкритих територіях, які безпосередньо прилягають до лісів.
Репродуктивна біологія ще недостатньо вивчена. Усі знайдені кладки були в покинутих гніздах інших великих видів птахів. Відкладання яєць, ймовірно, відбувається з серпня по жовтень.